# Macromidia donaldi
Macromidia donaldi là loài chuồn chuồn trong họ Synthemistidae. Loài này được Fraser mô tả khoa học đầu tiên năm 1924.